# Natalie Čikoš
Natalie Čikoš (* 10. Januar 1994 in  Hempstead (New York)) ist eine kroatisch-US-amerikanische Fußballspielerin.

## Karriere

### Verein
Čikoš startete ihre Fußballkarriere mit dem Fury Team des Albertson Soccer Club. 2008 ging sie für ihre High School Jahre an die Sacred Heart Academy Hempstead und spielte in New York für deren Spartans Women Soccer Team. Nachdem sie alle vier Jahre an der Sacred Heart durchgelaufen war, wurde sie im Juni 2012 als Sacred Heart Academy’s 2012 Salutatorian gekürt. Danach ging sie für ihr Studium im Herbst 2012 an die Northwestern University in Chicago. Dort lief sie in ihrer ersten Saison in 17 Spielen für die Northwestern Huskies auf.

### Nationalmannschaft
Čikoš durchlief sämtliche Juniorennationalteams der USA und stand 2008 im erweiterten Kader für die 2009 FIFA U-17 WM.
Die gebürtige US-Amerikanerin wechselte 2010 in den kroatischen Fußballverband. Sie lief für die U-19 von Kroatien in vier Länderspielen auf, bevor sie 2011 für die kroatische A-Nationalmannschaft auflief. Čikoš gab ihr A-Länderspiel Debüt am 22. Oktober 2011 in einem EM-Qualifikationsspiel gegen die Auswahl der Niederlande. Es folgten drei weitere Länderspiele.